# Symposium des conférences épiscopales d'Afrique et de Madagascar
Le Symposium des conférences épiscopales d'Afrique et de Madagascar (abrégé SCEAM de ses noms français ou portugais, ou SECAM de son nom anglais) est une structure de l'Église catholique qui regroupe l'ensemble des conférences épiscopales, régionales et nationales, catholiques d'Afrique et de Madagascar. Son siège est situé à Accra, au Ghana.

## Historique
Le SCEAM est officiellement lancé lors de la première visite d'un pape en Afrique, celle de Paul VI à Kampala en 1969.
En 2015, le SCEAM devient observateur auprès de l'Union africaine.

## Membres
Le SCEAM est principalement composé d'une assemblée plénière, d'un comité permanent et d'un conseil présidentiel.

### Présidents
Le président du Symposium depuis le 15 février 2023 est le cardinal Fridolin Ambongo Besungu, archevêque de Kinshasa.
Il y a précédemment eu :
- Paul Zoungrana (une première fois), archevêque de Ouagadougou (au Burkina Faso, alors encore Haute-Volta), de 1970 à 1979 ;
- Hyacinthe Thiandoum, archevêque de Dakar (au Sénégal), de 1979 à 1981 ;
- Paul Zoungrana (à nouveau), archevêque de Ouagadougou (au Burkina Faso, alors encore Haute-Volta), de 1981 à 1984 ;
- Joseph-Albert Malula, archevêque de Kinshasa (en République démocratique du Congo), de 1984 à 1987 ;
- Gabriel Gonsum Ganaka (de) (une première fois), archevêque de Jos (au Nigéria), de 1987 à 1990 ;
- Christian Wiyghan Tumi, archevêque de Garoua puis de Douala (tous deux au Cameroun), de 1990 à 1994 ;
- Gabriel Gonsum Ganaka (de) (à nouveau), archevêque de Jos (au Nigéria), de 1994 à 1997 ;
- Laurent Monsengwo Pasinya, alors archevêque de Kisangani (en République démocratique du Congo), de 1997 à 2003 ;
- John Onaiyekan (S.D.B.), archevêque d’Abuja (au Nigéria), de novembre 2003 à juin 2007 ;
- Polycarp Pengo, archevêque de Dar es Salam (en Tanzanie), de juin 2007 à septembre 2013 ;
- Gabriel Mbilingi, archevêque de Lubango (en Angola), de septembre 2013[4] au 19 juillet 2019) ;
- Philippe Ouédraogo, cardinal et archevêque de Ouagadougou (au Burkina Faso), du 19 juillet 2019 au 30 juillet 2022 ;
- Richard Baawobr, cardinal et évêque de Wa, du 30 juillet au 27 novembre 2022[5].

### Premiers vice-présidents
Le premier vice-président du symposium est en 2022 Sithembele Anton Sipuka, évêque de Mthatha (de) (en Afrique du Sud) et président de la Conférence des évêques catholiques d’Afrique australe, depuis le 19 juillet 2019.
Il y a précédemment eu :
- Louis Portella Mbuyu, évêque de Kinkala (en république du Congo), de septembre 2013 au 24 juillet 2016 ;
- Mathieu Madega Lebouankehan (de), évêque de Mouila (de) (au Gabon), du 24 juillet 2016 au 19 juillet 2019.

### Seconds vice-présidents
Le second vice-président du symposium est en 2022 Lucio Andrice Muandula (de), évêque de Xai-Xai (au Mozambique) et président de la Conférence épiscopale du Mozambique (pt) et de la Réunion inter-régionale des évêques du Sud de l’Afrique (IMBISA), depuis le 19 juillet 2019.
Il y a précédemment eu :
- Gabriel Justice Yaw Anokye (de), archevêque de Kumasi (de) (au Ghana), de septembre 2013 au 19 juillet 2019.

### Secrétaires généraux
Le secrétaire général du symposium est en 2022 le prêtre Terwase Henry Akaabiam, depuis le 19 juillet 2019.
Il y a précédemment eu :
- le prêtre Joseph Komakoma, de septembre 2013 au 19 juillet 2019.